# Wincenty Krzywiec
Wincenty  Krzywiec (ur. 10 grudnia?/22 grudnia 1894 w Noworosyjsku, zm. 28 czerwca 1978 w Londynie) – pułkownik saperów Wojska Polskiego.

## Życiorys
Wincenty Krzywiec urodził się 22 grudnia 1894 w Noworosyjsku. Ukończył 7-klasową szkołę realną w Gieorgiewsku, następnie w latach 1915–1916 uczył się w Mikołajewskiej Szkole Inżynierskiej. Od maja 1915 do stycznia 1918 służył w armii rosyjskiej, walcząc na froncie w I wojnie światowej. Od stycznia 1918 służył w II Korpusie  Polskim w I Oddziale Lotniczym, uczestniczył w bitwie podKaniowem.
Od września 1920 pełnił służbę w Wojsku Polskim w VI batalionie saperów, a od października 1920 dowodził 3 kompanią saperów w tymże VI batalionie. Po zakończeniu działań wojennych służył w 5 pułku saperów, następnie od czerwca 1923 jako referent w Obozie Warownym Wilno. Od czerwca do listopada 1927 pełnił służbę jako referent w 5 Okręgowym Szefostwie Saperów, a w okresie od listopada 1927 do października 1928 służył ponownie w 5 pułku saperów. Następnie w okresie od października 1928 do marca 1931 pełnił kolejno funkcje dowódcy kompanii szkolnej i wykładowcy w Szkole Podchorążych Inżynierii. Następnie od marca do października 1933, pełnił funkcję pierwszego oficera sztabu 3 Brygady Saperów. Po likwidacji 3 Brygady Saperów w okresie od marca 1934 pełnił funkcję zastępcy dowódcy 7 batalionu saperów. W okresie od kwietnia do listopada 1935 pełnił obowiązki p.o. dowódcy 7 batalionu saperów. W grudniu 1938 został pomocnikiem komendanta Wojskowej Szkoły Inżynierii w Warszawie. 25 sierpnia 1939 został wyznaczony na stanowisko dowódcy saperów Korpusu Interwencyjnego, a po jego rozwiązaniu od 3 września 1939 pełnił funkcję dowódcy saperów południowego zgrupowania Armii „Prusy”.
Po klęsce wrześniowej przedostał się przez Węgry do Francji i przebywał w Ośrodku Wyszkolenia Oficerów Saperów w Thouars. 18 czerwca 1940 został ranny w m. Parthenay w wyniku zbombardowania stacji kolejowej przez niemieckie lotnictwo podczas ewakuacji Ośrodka do Wielkiej Brytanii. Ciężko ranny (traci oko) został przewieziony na południe Francji, skąd ewakuowano go drogą morską do Anglii. W latach 1940–1943 służył jako oficer sztabu dowódcy saperów I Korpusu Polskiego w Szkocji, a następnie od 1943 pełni obowiązki zastępcy szefa Saperów w Sztabie Naczelnego Wodza w Londynie. W 1946 wstąpił do Polskiego Korpusu Przysposobienia i Rozmieszczenia. 26 września 1946 prosowiecki Tymczasowy Rząd Jedności Narodowej pozbawił go obywatelstwa polskiego jako jednego z 76 oficerów. Uchwałę tę uchyliła Rada Ministrów PRL 23 listopada 1971. Pozostał na emigracji w Anglii i zamieszkał w Londynie. Zmarł 28 czerwca 1978 w Londynie. Pochowany na cmentarzu Gunnersbury w Londynie.

## Awanse
- chorąży – 1916
- podporucznik – 1916
- porucznik –  1917[4]
- kapitan – 1922 (ze starszeństwem z dniem 1 czerwca 1919)[5]
- major – 1932 (ze starszeństwem z dniem 1 stycznia 1930)[6]
- podpułkownik – ze starszeństwem z dniem 19 marca 1939 i 4. lokatą w korpusie oficerów saperów, grupa liniowa[7]
- pułkownik –

## Ordery i odznaczenia
- Krzyż Walecznych[7]
- Złoty Krzyż Zasługi (1937)[8]
- Medal Niepodległości (16 marca 1933)[9]
- Medal Pamiątkowy za Wojnę 1918–1921
- Medal Dziesięciolecia Odzyskanej Niepodległości
- Medal Międzysojuszniczy „Médaille Interalliée”